# 琉球アスティーダ
琉球アスティーダ（りゅうきゅうアスティーダ、英: Ryukyu Asteeda）は、日本の卓球チーム。本拠地は沖縄県。Tリーグ所属。
アマチュアチームは、日本卓球リーグ実業団連盟が主催する日本の卓球競技の最高峰日本卓球リーグ1部に所属。

## 概要
チーム名の「アスティーダ」（Asteeda）は、「明日、未来」と「ていだ」（沖縄の方言で太陽）を組み合わせたもので、未来を照らす太陽となるクラブの意味が込められている。「沖縄から世界へ！」をテーマに、沖縄からオリンピック・世界選手権で活躍する選手を育てるとともに、沖縄の卓球の普及・強化・育成をし沖縄のスポーツ発展のため寄与することを目的としている。　　　　　

## 沿革
- 2013年4月 - 琉球アスティーダ卓球クラブとして創設。
- 2015年6月 - 日本リーグにスポット参戦。前期大会2部6位。11月後期大会では日本リーグ準加盟に登録し2部8位。
- 2016年5月 - 日本リーグ前期大会2部3位。11月後期大会2部6位。
- 2017年6月 - リオデジャネイロオリンピック チャイニーズタイペイ代表 江宏傑、ドイツブンデスリーガ2部で活躍していた小澤吉大が加入。日本リーグ前期大会2部で優勝し、1部へ昇格。日本リーグ後期大会1部5位。
- 2018年 - プロチームは、同年秋に開幕を予定する日本初のプロ卓球リーグTリーグ（ティー・リーグ）へ参戦することが決定[4]。3月には、球団運営会社である琉球アスティーダスポーツクラブ株式会社の代表に実業家の早川周作が就任。取締役には、アテネオリンピック 競輪 銀メダリストの長塚智広や元ハンドボール日本代表主将の東俊介、ユニオン投信代表であり元さわかみ投信副社長仲木威雄などが就任している。同月、チャイニーズタイペイ代表で世界ランキング過去最高位3位の荘智淵、リオデジャネイロオリンピック 卓球男子団体 銀メダリスト、世界ランキング日本人最高位7位（2018年3月現在）の丹羽孝希選手が加入[5]。4月には、JリーグクラブFC琉球と連携・協力に関する包括協定を締結[6]。5月には「YouTube日本スポーツ部門」全体で、1位のチャンネル登録者数9万人を誇る卓球YouTuberこと、山口隆一選手の加入が発表された[7]。
- 2018-19シーズン - 丹羽孝希や荘智淵など世界ランク上位の選手を擁するアスティーダは、同じく水谷隼や張本智和を擁する木下マイスター東京を脅かす存在になると期待されたが、予想に反し苦戦が続き、2018-19シーズンを最下位で終えた。
- 2019-20シーズン - チームのエース格であった丹羽孝希が木下マイスター東京に移籍するも、新たにT.T彩たまから移籍した吉村真晴をキャプテンとし、海外から朱世赫や李平などの実績のある選手を獲得して2019-20シーズンに臨んだ。最下位で終わった昨シーズンとは打って変わって常に上位に絡み続け、リーグ最終戦で勝った方がプレーオフ ファイナルに出場できる天王山をT.T彩たま相手に制し、シーズンを2位で終えた。
- 2021年2月26日 - プレーオフ ファイナルで木下マイスター東京と対戦し、3-0で破って初優勝した。
- 2021年3月30日 - 琉球アスティーダスポーツクラブ株式会社がTOKYO PRO Marketに上場した。[8]

## 成績
| シーズン | 試合数 | 勝利数 | 敗戦数 | 獲得 マッチ | 喪失 マッチ | 得失 マッチ | 勝ち点 | シーズン順位 | プレーオフ |
| 2018-19  | 21     | 6      | 15     | 35          | 53          | −18         | 18     | 4位          |            |
| 2019-20  | 21     | 11     | 10     | 47          | 45          | 2           | 39     | 2位          | 準優勝     |
| 2020-21  | 21     | 15     | 6      | 51          | 41          | 10          | 47     | 2位          | 優勝       |
| 2021-22  | 21     | 9      | 12     | 42          | 48          | −6          | 32     | 3位          |            |

## 選手とスタッフ

### 選手
| 背番号           | 国           | 選手名        | ランク | 戦型                 | 備考                       |
| #1               | 日本の旗     | 吉村真晴      | ☆3     | 右シェークドライブ型 | 世界選手権混合ダブルス優勝 |
| #6               | 日本の旗     | 張本智和      | ☆5     | 右シェークドライブ型 |                            |
| #11              | 大韓民国の旗 | チョ スンミン | ☆4     | 左シェークドライブ型 |                            |
| #14              | 日本の旗     | 岩井田駿斗    | ☆      | 左シェークドライブ型 |                            |
| #22              | 日本の旗     | 鈴木颯        | ☆      | 右シェークドライブ型 |                            |
| #23              | 日本の旗     | 篠塚大登      | ☆4     | 左シェークドライブ型 |                            |
| #55              | 日本の旗     | 岡野俊介      | ☆      | 左シェークドライブ型 |                            |
| #87              | 日本の旗     | 上江洲光志    | ☆      | 右シェークドライブ型 |                            |
| 2024-25 シーズン |              |               |        |                      |                            |

### スタッフ
| 役職             | 氏名   | 備考 |
| 監督             | 張一博 |      |
| コーチ           | 張本宇 |      |
| コーチ           | 董﨑岷 |      |
| 2024-25 シーズン |        |      |

### 歴代監督・総監督
| 役職 | 氏名     | 在籍年    |
| 監督 | 外間政克 | 2018-2019 |
| 監督 | 張一博   | 2019-     |

### 歴代選手
- 小澤吉大：2018年 - 2019年

- 張一博：2018年 - 2019年（選手として）
- 丹羽孝希：2018年 - 2019年
- 松平賢二：2018年 - 2019年
- 陳建安( チャイニーズタイペイ)：2018年 - 2020年
- 江宏傑( チャイニーズタイペイ)：2018年 - 2020年
- 荘智淵( チャイニーズタイペイ)：2018年 - 2021年
- 村松雄斗：2018年 - 2022年
- 有延大夢：2018年 - 2024年
- 朱世赫( 韓国)：2019年 - 2021年
- 李平( 中国)：2019年 - 2021年[9]
- 木造勇人：2019年 - 2022年
- 吉村和弘：2020年 - 2021年、2022年 - 2024年
- 加山裕：2020年 - 2021年
- 宇田幸矢：2020年 - 2022年
- 戸上隼輔：2020年 - 2022年
- 平野友樹：2020年 - 2022年
- 黄鎮廷( 香港)：2021年 - 2022年
- 高見真己：2021年 - 2022年
- 馬渡元樹：2021年 - 2022年
- 増本時祥：2021年 - 2022年
- 宮本春樹：2021年 - 2022年
- 松山祐季：2021年 - 2023年
- 濵田一輝：2021年 - 2024年
- 松下大星：2022年 - 2023年
- 大矢英俊：2022年 - 2024年
- 徐晨皓( 中国)：2023年 - 2024年
- 周雨( 中国)：2023年 - 2024年
- 于子洋( 中国)：2023年 - 2024年